# Gandemariny III
Gandemariny III (russisk: Гардемарины III) er en russisk-tysk spillefilm fra 1992 af Svetlana Druzhinina.

## Medvirkende
- Dmitrij Kharatjan – Aleksej Korsak
- Mikhail Mamajev – Nikita Olenev
- Aleksandr Domogarov – Pavel Gorin
- Viktor Rakov
- Kristina Orbakaitė – Jekaterina Aleksejevna